# بانک کی اند اچ
بانک کی اند اچ (مجاری: Kereskedelmi és Hitelbank، ت.ت. 'بانک تجارت و اعتبار') یکی از بزرگ‌ترین بانک‌های تجاری در مجارستان است که از سال ۱۹۹۹ متعلق به گروه کی‌بی‌سی مستقر در بروکسل می‌باشد.

## تاریخچه
کی اند اچ با نام Országos Kereskedelmi és Hitelbank Rt. (به اختصار OKHB، ت.ت. 'بانک ملی تجاری و اعتباری') تحت اصلاحات سال ۱۹۸۷ که یک سیستم بانکی دو لایه در مجارستان ایجاد کرد، به عنوان یکی از سه بانک تجاری اصلی منشعب شده از بانک ملی مجارستان به همراه بانک بوداپست و بانک اعتباری مجارستان (MHB) تأسیس شد: ۲  که در ابتدا شبکه‌ای از ۴۷ دفتر محلی داشت که بزرگ‌ترین بانک از میان این سه بود.: ۳۸۶  در سال ۱۹۹۳، بانک ایبوس (مجاری: IBUSZ) را که پس از پایان کمونیسم در مجارستان تشکیل شده بود، از شبکه آژانس‌های مسافرتی با همین نام خریداری کرد. در سال ۱۹۹۷، این بانک که در آن زمان با نام کی اند اچ شناخته می‌شد، با حمایت بانک اروپایی بازسازی و توسعه خصوصی شد و توسط کنسرسیومی متشکل از کردیت‌بانک بلژیک و آیریش لایف خریداری شد. در سال ۱۹۹۹، گروه جانشین کردیت‌بانک، کی‌بی‌سی، سهام آیریش لایف را خریداری کرد و ۸۰ درصد از کی اند اچ را در اختیار داشت که این رقم در سال ۲۰۰۷ به ۱۰۰ درصد افزایش یافت. در سال ۲۰۰۱، کی اند اچ، بانک اعتباری مجارستان (MHB) را که در سال ۱۹۹۶ توسط ای‌بی‌ان آمرو خریداری شد و با شرکت تابعه مجارستانی خود که در سال ۱۹۹۳ تأسیس شده بود، ادغام کرده بود، خریداری کرد.
در سال ۲۰۲۱، گای لیبوت، مدیر کل ارشد سابق امور مالی در کی‌بی‌سی، به عنوان مدیرعامل کی اند اچ منصوب شد. این بانک در سال ۲۰۲۲ درآمدی معادل ۶۷٫۶ میلیارد فورینت مجارستان داشت که ۱۰ درصد کمتر از سال قبل بود.

## عملیات
بانک کی اند اچ دارایی کل ۲۸۲۶ میلیارد فورینت مجارستان و شبکه‌ای سراسری با بیش از ۲۰۰ شعبه دارد. این شرکت طیف کاملی از محصولات مالی را ارائه می‌دهد: مدیریت حساب، سرمایه‌گذاری، پس‌انداز، وام، ضمانت‌نامه‌های بانکی، خدمات کارت بانکی، مدیریت امانت، خزانه‌داری، تأمین مالی پروژه، خدمات بانکداری خصوصی و مدیریت صندوق‌های سرمایه‌گذاری، لیزینگ، معاملات اوراق بهادار، فاکتورینگ، بیمه عمر و بازنشستگی. این خدمات اخیر از طریق شرکت‌های تابعه ارائه می‌شوند.
تا پایان سال ۲۰۲۱، کی اند اچ اعلام کرد که به خنثی‌سازی کربن دست یافته است و قصد دارد تا سال ۲۰۳۰ میزان انتشار کربن خود را در مقایسه با سال ۲۰۱۵ به ۸۰ درصد کاهش دهد.
این شرکت حامی رسمی پیراهن تیم ملی بسکتبال مجارستان بوده است.